# Sam Bennett
Sam Bennett (Wervik, 16 oktober 1990) is een, in België geboren, Ierse wielrenner. Hij komt sinds 2024 uit voor Decathlon-AG2R La Mondiale.

## Biografie
Zijn vader Michael Bennett kwam in 1989 naar België om te voetballen voor Eendracht Wervik en speelde daar tot 1995, speelde 125 wedstrijden en scoorde 33 keer. In 1990 werd Sam Bennett zo in het Belgische Wervik geboren. Bij de junioren was Bennett ook actief op de baan. In 2008 werd hij Europees kampioen puntenkoers. Op de weg boekte Bennett gedurende enkele jaren vooral overwinningen in de kleinere koersen, zoals de Clásica de Almería (2014), de Ronde van Keulen (2014) en Parijs-Bourges (2015 en 2016). In 2015 startte hij voor het eerst in de Ronde van Frankrijk, die hij in de zeventiende etappe verliet. Een jaar later reed hij de Tour wel uit, maar werd hij laatste in het eindklassement, de zogeheten Rode lantaarn.
In 2018 schreef Bennett drie etappezeges in de Ronde van Italië op zijn naam. Met zijn overwinning in de zevende etappe zorgde hij voor de eerste Ierse ritzege in de Giro sinds Stephen Roche in 1987. Later in de ronde won Bennett ook de twaalfde etappe op het racecircuit van Imola en de afsluitende eenentwintigste etappe in Rome.
Bennett werd in 2019 Iers kampioen op de weg. Hij versloeg zijn mede-vluchter Eddie Dunbar in de sprint.
In het door de coronapandemie ontregelde seizoen 2020 won Bennett twee etappes en het puntenklassement in de Tour de France.
Tijdens het seizoen 2021 geraakte Sam Bennett in onmin met zijn ploegmanager Patrick Lefevere. De sprinter had last van een knieblessure, een blessure die in twijfel werd getrokken door Lefevere. Na het seizoen 2021 verkaste Bennett terug naar BORA-Hansgrohe.
Bij zijn terugkeer naar BORA-Hansgrohe kende Bennett in 2022 een moeizame seizoenstart en werd de Ier gepasseerd voor de Ronde van Frankrijk. In de Ronde van Spanje wist Bennett zich te revancheren. Hij won etappes in Utrecht en Breda. Door een besmetting met COVID-19 stapte Bennett later in deze etappekoers uit koers.

## Palmares

### Overwinningen
2009 - 1 zege
7e etappe FBD Insurance Rás
2010 - 1 zege
4e etappe Ronde van Rhône-Alpes Isère
2011 - 1 zege
GP van de stad Geel
2013 - 3 zeges
3e en 8e etappe An Post Rás
5e etappe Ronde van Groot-Brittannië
2014 - 3 zeges
Clásica de Almería
Ronde van Keulen
5e etappe Ronde van Beieren
2015 - 5 zeges
6e etappe Ronde van Qatar
1e en 3e etappe Ronde van Beieren
2e etappe Arctic Race of Norway
Parijs-Bourges
2016 - 3 zeges
1e etappe Internationaal Wegcriterium
2e etappe Ronde van Toscane
Parijs-Bourges
2017 - 10 zeges
3e etappe Parijs-Nice
1e en 4e etappe Ronde van Slovenië
2e en 4e etappe Ronde van Tsjechië
Ronde van het Münsterland
1e, 2e, 3e en 5e etappe Ronde van Turkije
2018 - 7 zeges
7e, 12e en 21e etappe Ronde van Italië
Ronde van Keulen
2e, 3e en 6e etappe Ronde van Turkije
2019 - 13 zeges
7e etappe Ronde van San Juan
7e etappe Ronde van de Verenigde Arabische Emiraten
3e en 6e etappe Parijs-Nice
1e en 2e etappe Ronde van Turkije
3e etappe Critérium du Dauphiné
 Iers kampioen op de weg, Elite
1e, 2e en 3e etappe BinckBank Tour
3e en 14e etappe Ronde van Spanje
2020 - 8 zeges
1e etappe Tour Down Under
Race Torquay
4e etappe Ronde van Burgos
3e etappe Ronde van Wallonië
10e en 21e etappe Ronde van Frankrijk
 Puntenklassement Ronde van Frankrijk
4e etappe Ronde van Spanje
2021 - 7 zeges
4e en 6e etappe Ronde van de Verenigde Arabische Emiraten
1e en 5e etappe Parijs-Nice
Driedaagse Brugge-De Panne
1e en 3e etappe Ronde van de Algarve
puntenklassement Ronde van de Algarve
2022 - 2 zeges
Eschborn-Frankfurt
2e en 3e etappe Ronde van Spanje
2023 - 3 zeges
1e etappe Ronde van San Juan
1e en 4e (deel a) etappe Sibiu Cycling Tour
Puntenklassement Sibiu Cycling Tour
2024 - 5 zeges
2e, 3e, 5e en 6e etappe Vierdaagse van Duinkerke
Eind- en puntenklassement Vierdaagse van Duinkerke
2025 - 4 zeges
1e en 3e etappe Ronde van de Provence
1e en 3e etappe Région Pays de la Loire Tour
Puntenklassement Région Pays de la Loire Tour

### Resultaten in voornaamste wedstrijden
| Jaar | Ronde van Italië | Ronde van Frankrijk | Ronde van Spanje |
| ---- | ---------------- | ------------------- | ---------------- |
| 2013 |                  |                     |                  |
| 2014 |                  |                     |                  |
| 2015 |                  | opgave              |                  |
| 2016 |                  | 174e (laatste)      |                  |
| 2017 | 158e             |                     |                  |
| 2018 | 112e (3)         |                     |                  |
| 2019 |                  |                     | 134e (2)         |
| 2020 |                  | 138e (2)            | 137e (1)         |
| 2021 |                  |                     |                  |
| 2022 |                  |                     | opgave (2)       |
| 2023 |                  |                     |                  |
| 2024 |                  | opgave              |                  |
| 2025 | 145e             |                     |                  |

| Jaar | Milaan-San Remo | Gent-Wevelgem | Ronde van Vlaanderen | Parijs-Roubaix | Eschborn-Frankfurt | Parijs-Tours | Scheldeprijs |  | WK op de weg |  | Wereldranglijsten |
| ---- | --------------- | ------------- | -------------------- | -------------- | ------------------ | ------------ | ------------ |  | ------------ |  | ----------------- |
| 2013 |                 |               |                      |                |                    |              |              |  | opgave       |  |                   |
| 2014 |                 | 12e           | opgave               | 134e           |                    |              | 5e           |  |              |  |                   |
| 2015 | 78e             | opgave        |                      |                |                    | 100e         | opgave       |  | 40e          |  |                   |
| 2016 | 129e            |               |                      | buit.tijd      | ↑                  | 15e          | 12e          |  | opgave       |  |                   |
| 2017 | 66e             | 17e           |                      |                | 22e                |              |              |  |              |  | 75e (UWT)         |
| 2018 |                 |               |                      |                | 7e                 |              |              |  |              |  | 55e (UWT)         |
| 2019 | 28e             |               |                      |                |                    |              |              |  | opgave       |  | 30e (UWR)         |
| 2020 | 60e             | opgave        |                      |                |                    |              | 8e           |  |              |  | 37e (UWR)         |
| 2021 | 42e             | 55e           |                      |                |                    |              | ↑            |  |              |  |                   |
| 2022 |                 | 106e          |                      |                | ↑                  | ↑            |              |  |              |  |                   |
| 2023 | opgave          | opgave        |                      |                |                    |              |              |  | opgave       |  |                   |
| 2024 |                 | opgave        |                      |                |                    |              |              |  |              |  |                   |
| 2025 |                 | opgave        |                      |                |                    |              |              |  |              |  |                   |

#### Resultaten in kleinere rondes
| Jaar | Parijs-Nice | Ronde van Beieren | An Post Rás     | Ronde van Slovenië | Ronde van Tsjechië | BinckBank Tour | Ronde van Turkije |
| ---- | ----------- | ----------------- | --------------- | ------------------ | ------------------ | -------------- | ----------------- |
| 2009 |             |                   | 17e (1)         |                    |                    |                |                   |
| 2010 |             |                   |                 |                    |                    |                |                   |
| 2011 |             |                   | 44e             |                    |                    |                |                   |
| 2012 |             |                   | 47e             |                    |                    |                |                   |
| 2013 |             |                   | 31e (2)         |                    |                    |                |                   |
| 2014 |             | 112e (1)          |                 |                    |                    |                |                   |
| 2015 |             | 48e (2)           |                 |                    |                    |                |                   |
| 2016 |             |                   |                 |                    |                    |                |                   |
| 2017 | DNF (1)     |                   | 63e (2 etappes) | 78e (2 etappes)    |                    | 52e (4)        |                   |
| 2018 | DNF         |                   |                 |                    |                    | 91e (3)        |                   |
| 2019 | DNF (2)     |                   |                 |                    | 61e (3)            | 54e (2)        |                   |
| 2020 | opgave      |                   |                 |                    |                    |                |                   |
| 2021 | 79e (2)     |                   |                 |                    |                    |                |                   |
| 2022 | opgave      |                   |                 |                    |                    |                |                   |
| 2023 | opgave      |                   |                 |                    |                    |                |                   |
| 2024 | opgave      |                   |                 |                    |                    | opgave         |                   |

(*) tussen haakjes aantal individuele etappe-overwinningen

## Ploegen
- 2010 –  FDJ (stagiair vanaf 1 augustus)
- 2011 –  An Post-Sean Kelly
- 2012 –  An Post-Sean Kelly
- 2013 –  An Post-Chainreaction
- 2014 –  Team NetApp-Endura
- 2015 –  Bora-Argon 18
- 2016 –  Bora-Argon 18
- 2017 –  BORA-hansgrohe
- 2018 –  BORA-hansgrohe
- 2019 –  BORA-hansgrohe
- 2020 -  Deceuninck–Quick-Step
- 2021 –  Deceuninck–Quick-Step
- 2022 –  BORA-hansgrohe
- 2023 –  BORA-hansgrohe
- 2024 –  Decathlon AG2R La Mondiale
- 2025 –  Decathlon AG2R La Mondiale Team